# إحبصاتن (إيعزانن)
إحبصاتن هي إحدى مشيخات المملكة المغربية، تتبع جغرافيا لإقليم الناظور وإداريًا لإيعزانن. يقدر عدد سكانها بـ 7717 نسمة حسب الإحصاء الرسمي للسكان والسكنى لسنة 2004.